# Acrolepia
Genre
Acrolepia est un genre de lépidoptères de la famille des Glyphipterigidae.

## Liste des espèces
Selon EOL (22 février 2019) :
- Acrolepia assectella
- Acrolepia autumnitella